# Lo Dörr
Lodewijk Nelis (Lo) Dörr (Rotterdam, 3 februari 1925 – aldaar, 20 april 1972) was een Nederlands voetballer die als linker aanvaller voor Excelsior speelde.
Dörr begon bij Gouda en kwam via HDS (Houdt Dapper Stand) in Hillegersberg bij Excelsior waar hij een dag voor zijn twaalfde verjaardag lid werd. Hij debuteerde in 1942 in het eerste elftal en zou tot 1961 een vaste waarde blijven. Deze periode werd onderbroken van 1946 tot 1949 toen hij als dienstplichtig militair in Nederlands-Indië diende. Met Excelsior werd Dörr in het seizoen 1945/46 kampioen in de tweede klasse. In zijn afwezigheid was de club, die om dezelfde reden ook Aad Bak en Nol Braams moest missen, in 1948 gedegradeerd en in het seizoen 1950/51 werd hij opnieuw kampioen in de tweede klasse. Hij maakte vanaf 1954 de overgang naar het (semi-)profvoetbal mee. In zijn latere seizoenen was hij aanvoerder van Excelsior. Hij speelde bijna 350 wedstrijden voor de club uit Kralingen.
In de zomer van 1955 fungeerde Dörr als gastspeler bij GVAV dat een oefentrip naar Tsjecho-Slowakije maakte. Hij speelde ook voor het Rotterdams elftal, Nederlands militair voetbaleftal en het Zwaluwenelftal. In het dagelijks leven was hij PTT-beambte. Dörr overleed in april 1972 op 47-jarige leeftijd na een lang ziekbed. Hij werd begraven op Oud Kralingen.